# معركة كومكاليه
معركة كومكاليه هي معركة حدثت في 25 أبريل 1915 أثناء الحرب العالمية الأولى في كومكاليه بمحافظة جاناكالي بين قوات العثمانيين والقوات الفرنسية، لم تحمس المعركة لأي من الطرفين .